# Großenhain Cottbuser Bahnhof
Großenhain Cottbuser Bahnhof – stacja kolejowa w Großenhain, w kraju związkowym Saksonia, w Niemczech. Znajdują się tu 2 perony.